# Fosforito
Antonio Fernández Díaz «Fosforito» (Puente Genil, Còrdova, 3 d'agost de 1932) és un cantaor flamenc espanyol. Abans si es fes professional, el seu nom artístic va ser Antonio de Puente Genil, o del Genil. «Fosforito» va ser també utilitzat per un altre cantaor, Francisco Lema "Fosforito", encara que sense parentiu entre tots dos.
Fosforito es va donar a conèixer de manera brillant en el Concurs Nacional de Cant Flamenc de 1956, en Còrdova. Va ser el segon concurs després del primer que es va celebrar en Granada en 1922, amb el suport de Manuel de Falla, Federico García Lorca, i altres líders de la cultura andalusa i espanyola.
En aquesta ocasió el jove cantaor, de 23 anys, desconegut excepte a la seva comarca, va batre un rècord històric i va demostrar ser un cantaor tan profund com complet. Malgrat acudir al concurs després de recuperar-se d'una afecció en la veu (perduda després d'una intervenció quirúrgica en l'intestí mentre feia el servei militar a Cadis, que el va portar a decantar-se per la guitarra), Fosforito va arrasar entre el centenar llarg de concursants que venien de tot Espanya. Va ser guanyador del premi d'honor del jurat de manera unànime (seguiriya, martinete, saeta) i del primer premi en cada secció de cantis. De seguida va ser fitxat per Philips, on va gravar els seus primers discos, i ell mateix és autor de la majoria de les cobles. Actualment, té publicats més de 26 discos de tots els estils i variants (algunes de la seva pròpia collita) del flamenc.

## Discografia selecta
- Arte flamenco Vol.1 (Universo flamenco) (2005).
- Selección antológica Vol. 1 (Universo flamenco) (2005).
- Selección antológica Vol. 2 (Universo flamenco) (2005).
- Selección antológica Vol. 3 (Universo flamenco) (2005).
- Antonio Fernández "Fosforito" (2004).
- 50 años de flamenco (2ª época) (2003).
- Selección antológica Vol. 1 (2003).
- Selección antológica Vol. 2 (2003).
- Selección antológica Vol. 3 (2003).
- Misa flamenca en Córdoba (2003).
- Selección antológica del cante flamenco (2002)
- Cante y guitarra (con Paco de Lucía) (1999).
- Misa flamenca (1994).
- Grabaciones históricas. Vol. 34. Córdoba 1956.

## remis rebuts
- Guanyador absolut de totes les seccions de l'I Concurs Nacional de Cant flamenc de Còrdova (1956)
- Premi Nacional de Cante (1968) de la càtedra de flamencologia de Jerez.
- Premi "Mercedes la Serneta" (1977).
- II Compàs de Cante (1985).
- Premio Pastora Pavón "Niña de los peines" (1999) de la Conselleria de Cultura de la Junta d'Andalusia.
- Fill Predilecte i Medalla d'Or de Puente Genil (1986).
- Fill adoptiu de Còrdova (1981).
- Director Honorari (1987) i Premi d'Honor al Mestratge (1997) de la Càtedra de Flamencología de Jerez de la Frontera.
- Fill adoptiu i Medalla d'Or d'Alhaurín de la Torre (1988)
- Premis Ondas 1998.[2]
- V Clau d'Or del Cante (2005)[3]
- Medalla d'Or de la Província de Màlaga 2004.
- Medalla d'Andalusia 2006.
- Medalla d'Or al Mèrit en les Belles Arts 2007
- Acadèmic corresponent de la Reial Acadèmia de Còrdova (2010)
- Premi Llegenda del Flamenc[4]
- Homenatge a la Biennal de Flamenc de Màlaga 2019.[5]